# Lockerbie - Attentato sul volo Pan Am 103
Lockerbie - Attentato sul volo Pan Am 103 (Lockerbie: A Search For Truth) è una miniserie televisiva britannica ideata e scritta da David Harrower e diretta da Otto Bathurst e Jim Loach. Basata sul libro The Lockerbie Bombing: A Father's Search for Justice del 2021 di Jim Swire e Peter Biddulph, vede come protagonisti Colin Firth e Catherine McCormack. La miniserie ha debuttato il 2 gennaio 2025 su Sky Atlantic e Peacock.

## Trama
Il 21 dicembre 1988 il volo Pan Am 103, un volo transatlantico da Londra a New York, fu distrutto da una bomba 38 minuti dopo il decollo mentre sorvolava la città scozzese di Lockerbie, uccidendo tutti i 243 passeggeri e 16 membri dell'equipaggio. Parti dell'aereo si sono schiantate in una zona residenziale, uccidendo altre 11 persone. La serie segue la vera storia di Jim Swire e sua moglie Jane nella loro ricerca di giustizia per le vittime, che include la loro figlia Flora.

## Personaggi e interpreti

### Principali
- Dott. Jim Swire, interpretato da Colin Firth, doppiato da Luca Biagini.
Medico di base che, dopo la morte della figlia Flora, inizia ad indagare per conto proprio per trovare i responsabili del disastro aereo. In seguito viene eletto come portavoce delle famiglie inglesi del volo Pan Am 103.
- Jane Swire, interpretata da Catherine McCormack, doppiata da Franca D'Amato.
Moglie di Jim e madre di Flora, Cathy e William.
- Abdelbaset al-Megrahi, interpretato da Ardalan Esmaili, doppiato da Simone Crisari.
Agente dell'intelligence libica ed ex capo della sicurezza aerea della Libyan-Arab Airlines, sospettato di aver piazzato una bomba sul volo Pan Am 103.
- Murray Guthrie, interpretato da Sam Troughton, doppiato da Leonardo Graziano.
Giornalista freelance che si occupa dell'attentato sul volo Pan Am 103.
- Ellen Walker, interpretata da Claire Brown, doppiata da Stella Musy.
Una dei testimoni che vide il velivolo del volo 103 schiantarsi a terra.
- Cathy Swire, interpretata da Jemma Carlton.
Figlia di Jim e Jane.
- William Swire, interpretato da Harry Redding.
Figlio minore di Jim e Jane.
- Colonnello Gheddafi, interpretato da Nabil Al Raee.
Massima autorità della Libia.
- Nabil Nagameldin, interpretato da Youssef Kerkour, doppiato da Alessandro Quarta.
Giornalista del Al-Ahram a Il Cairo che offre a Jim l'opportunità di incontrare il colonnello Gheddafi.
- Roderick McGill, interpretato da Mark Bonnar, doppiato da Roberto Chevalier.
Nuovo avvocato di Megrahi.
- Robert Baer, interpretato da Michael Landes, doppiato da Francesco Pezzulli.
Ex supervisore della CIA e autore del libro Dormire con il diavolo.

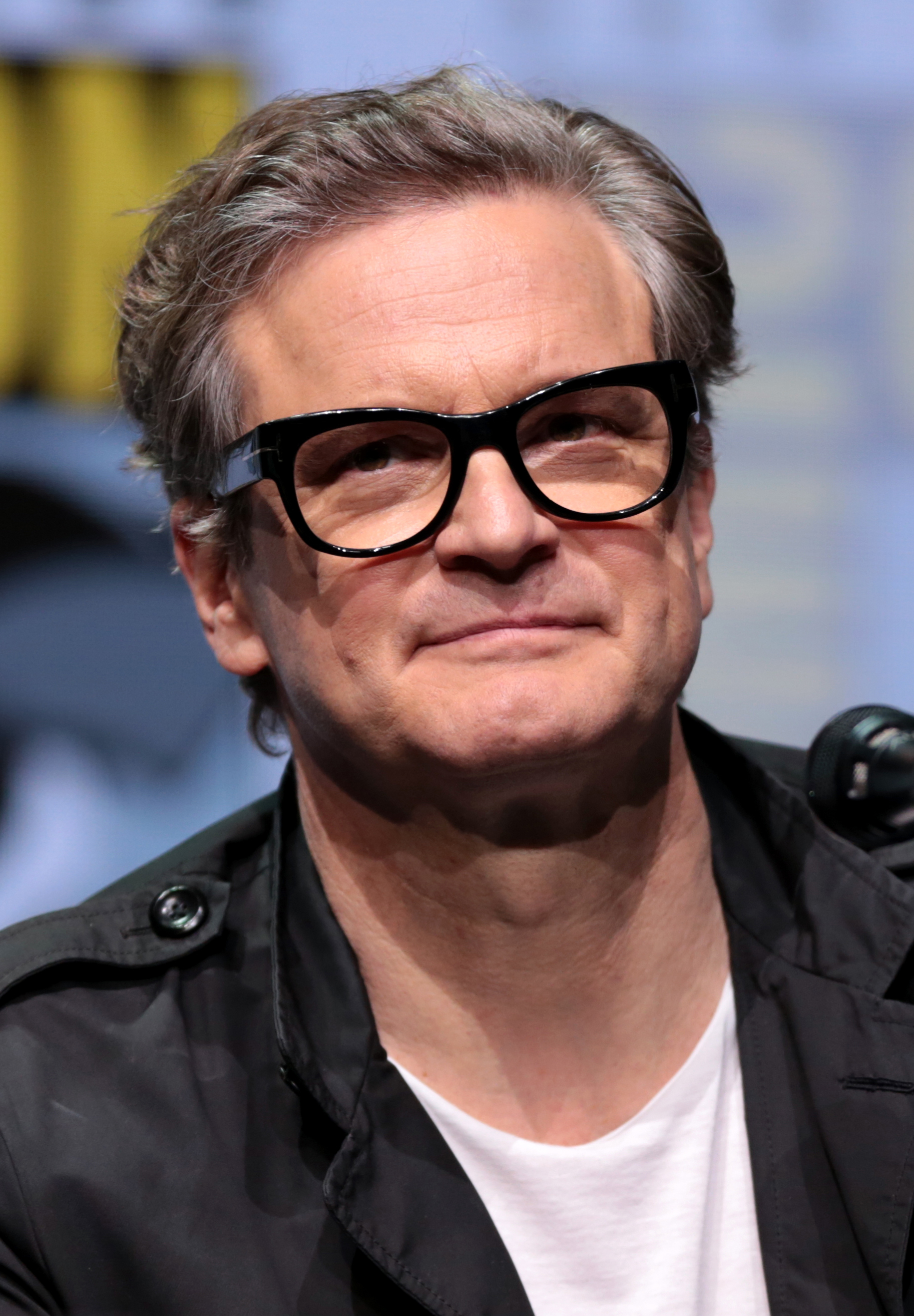
Colin Firth
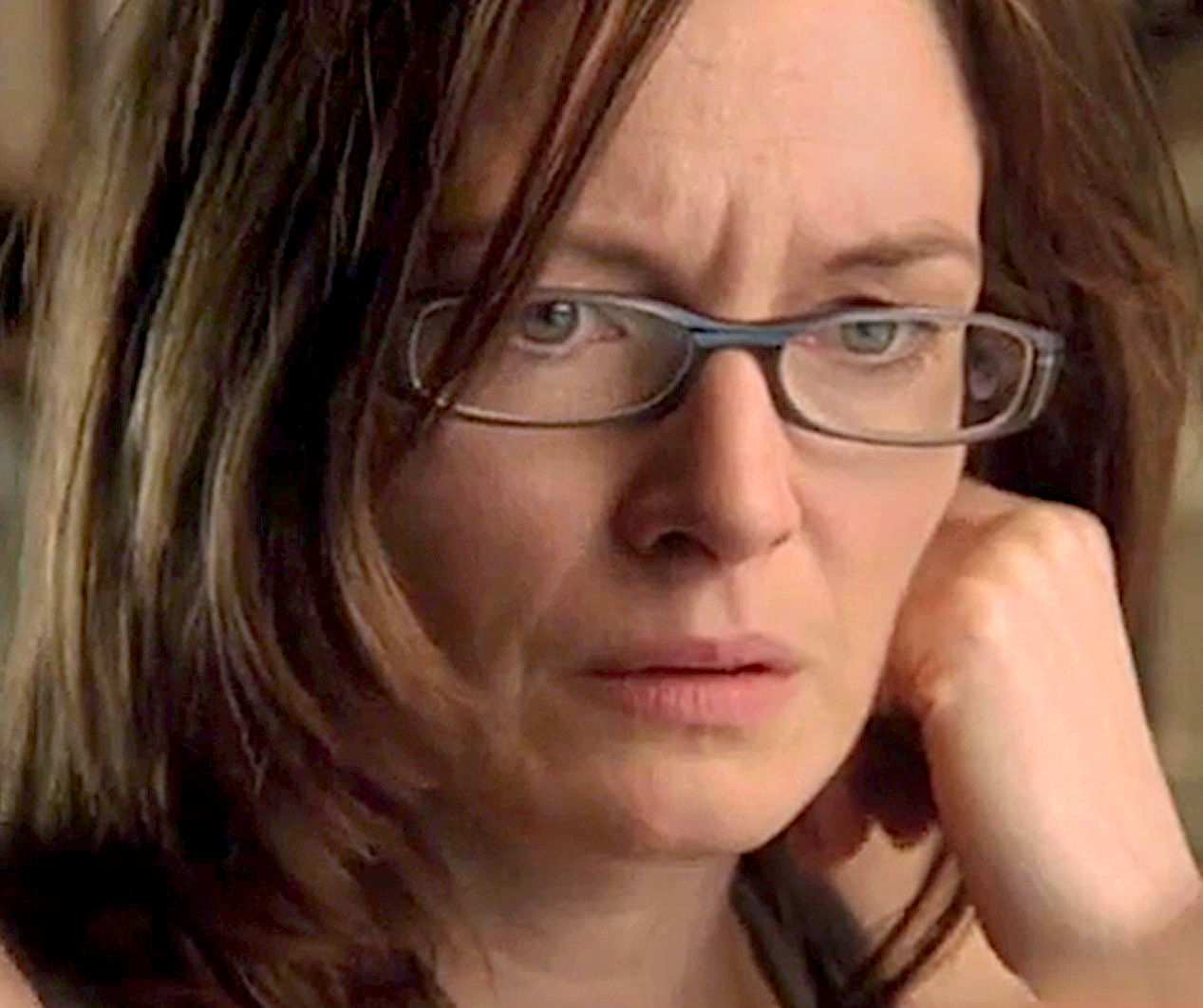
Catherine McCormack
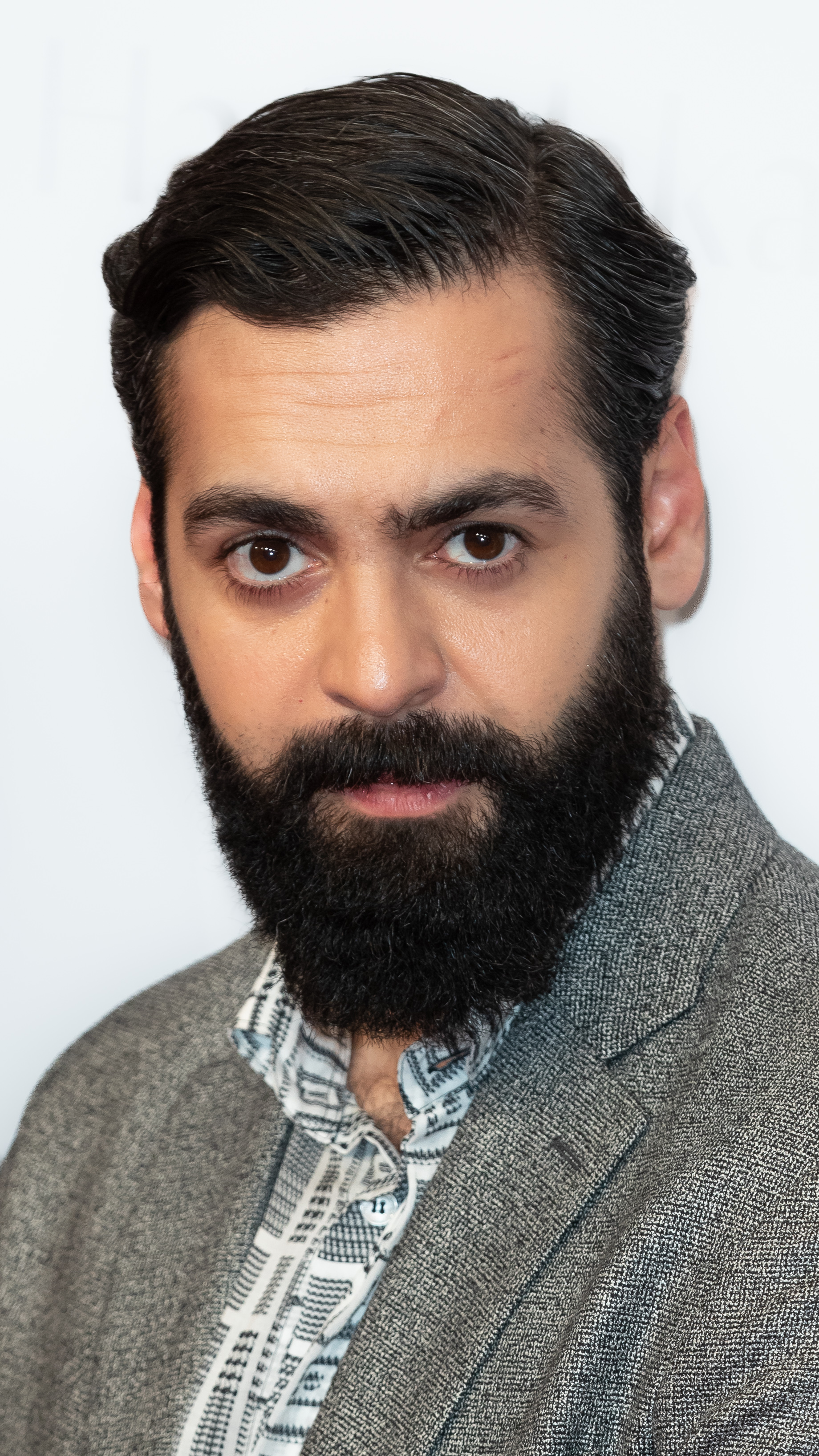
Ardalan Esmaili
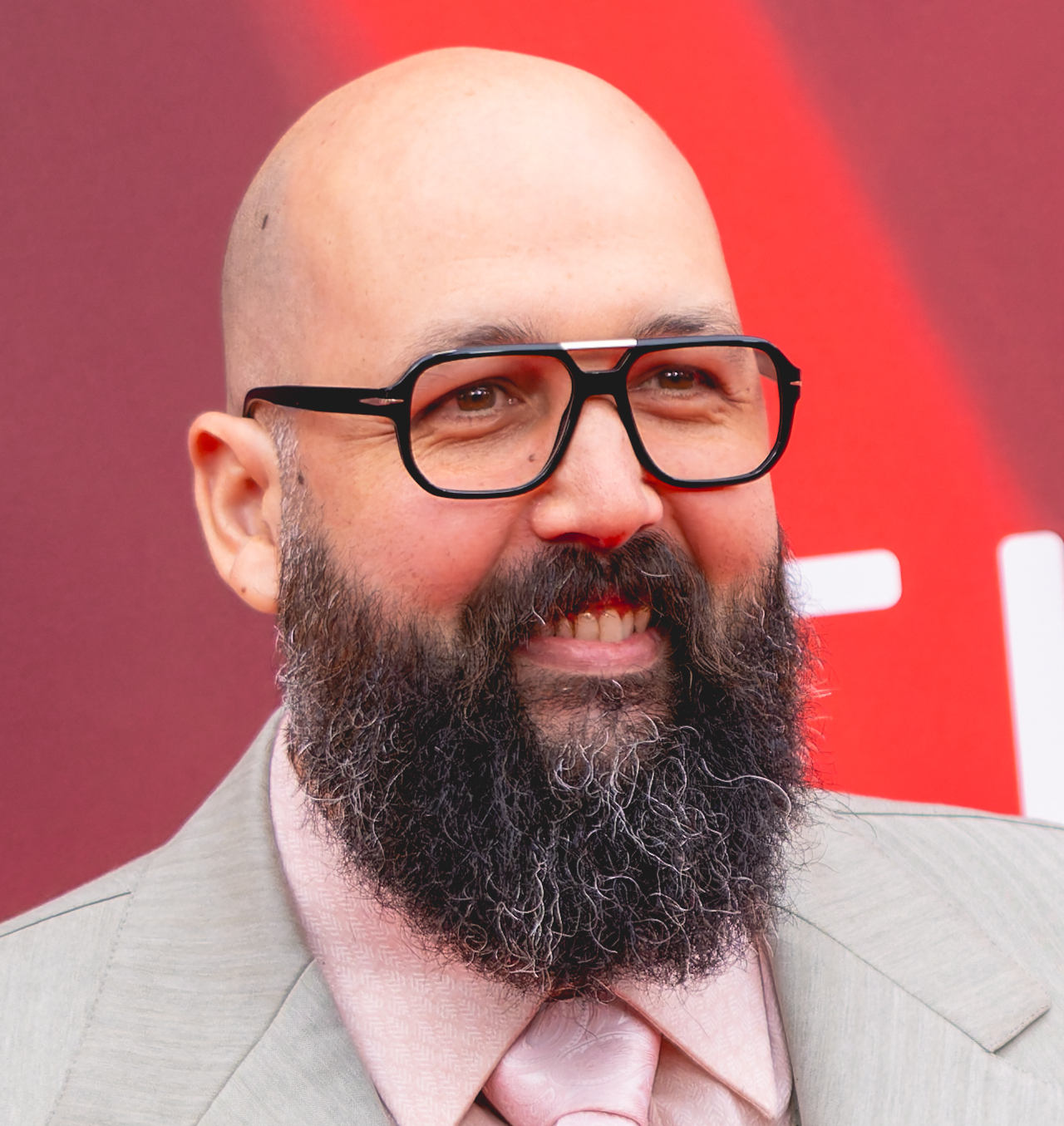
Youssef Kerkour

### Ricorrenti
- John Mosey, interpretato da Darren Strange, doppiato da Oliviero Dinelli.
Membro del gruppo delle vittime delle famiglie del volo 103.
- Dan Cohen, interpretato da Michael S. Siegel, doppiato da Pierluigi Astore.
Membro del gruppo delle vittime delle famiglie del volo 103.
- Al Amin Khalifa Fhimah, interpretato da Mudar Abbara.
Agente dell'intelligence libica ed ex direttore aeroportuale dell'aeroporto di Malta, sospettato di aver piazzato una bomba sul volo Pan Am 103.
- Aisha Megrahi, interpretata da Selwa Jghalef.
Madre di Baset e Ghada.
- Ghada Megrahi, interpretata da Tara Abboud, doppiata da Giulia Tarquini.
Sorella minore di Baset.

### Guest star
- Flora Swire, interpretata da Rosanna Adams, doppiata da Veronica Puccio.
Figlia maggiore di Jim e Jane e una delle vittime del volo Pan Am 103.
- Paul Channon, interpretato da Guy Henry, doppiato da Roberto Certomà.
Segretario di Stato per i trasporti.
- Cecil Parkinson, interpretato da Roger Barclay, doppiato da Alessio Cigliano.
Nuovo Segretario ai trasporti dopo l'allontanamento di Channon.
- Prof. Robert Black, interpretato da John Wark, doppiato da Luigi Ferraro.
Avvocato ed esperto legale dell'Università di Edimburgo che propone a Jim un processo in un paese neutrale.
- Tony Gauci, interpretato da Frank Crudele, doppiato da Mino Caprio.
Proprietario di un negozio di abbigliamento a Sliema, i cui indumenti avvolgevano la bomba che ha abbattuto il volo 103.
- Shona Randall, interpretata da Hiftu Quasem, doppiata da Ludovica Bebi.
Associata senior del legale McGill.
- John Ashton, interpretato da Joe Bannister, doppiato da Gianluca Cortesi.
Ricercatore nel team legale di Megrahi.

## Produzione
Nel febbraio 2022 è stato rivelato che Sky e Peacock stavano producendo una miniserie in cinque puntate basata sul noto disastro di Lockerbie del 1988 dagli sceneggiatori Jim e Kirsten Sheridan. La miniserie è basata sul libro di Jim Swire e Peter Biddulph The Lockerbie Bombing: A Father's Search for Justice ed è una coproduzione tra Carnival Films e Sky Studios. Il drammaturgo scozzese David Harrower ha scritto la sceneggiatura. Il regista Otto Bathurst ha diretto quattro puntate e Jim Loach una.

### Casting
Nel gennaio 2024 Colin Firth è stato annunciato nel ruolo del protagonista, il dottor Jim Swire. Nel mese seguente Catherine McCormack è entrata nel cast interpretando Jane Swire, la moglie di Jim, ed è stato svelato il resto del cast composto da: Sam Troughton, Mark Bonnar, Andy Nyman, Ardalan Esmaili e Selwa Jghalef.

### Riprese
Le riprese si sono svolte in Scozia nel febbraio 2024, nella zona di Friars Brae a Linlithgow.

## Distribuzione
La miniserie è stata distribuita il 2 gennaio 2025 su Sky Atlantic nel Regno Unito e in Irlanda e sul servizio di streaming Peacock negli Stati Uniti. In Italia è stata trasmessa dal 27 gennaio al 10 febbraio 2025 su Sky Atlantic.

### Edizione italiana
La direzione del doppiaggio è a cura di Stefano Santerini, su dialoghi di Gaia Molinari e dello stesso Santerini, per conto di CD Cine Dubbing.

## Accoglienza

### Critica
La miniserie ha ricevuto recensioni positive dalla critica. Rotten Tomatoes riporta il 78% delle recensioni professionali positive, con un voto medio di 7,20 su 10 basato su 27 critiche. Il consenso critico del sito web indica: «Spesso esacerbante quanto la vera storia che adatta, il tortuoso viaggio di Lockerbie attraverso una storia complicata, riceve un avvincente punto centrale da Colin Firth.» Metacritic, invece, ha assegnato un punteggio di 67 su 100 basato su 14 recensioni, indicando "recensioni generalmente favorevoli".